# Общество
Обществото или човешкото общество е голяма група от хора, общност в трайно социално взаимодействие, споделяща една и съща географска или социална територия, подчинена на един и същ политически авторитет и доминиращи културни очаквания. Понякога се разбира и обществото в света, „глобалното общество“ като цяло.
Обществата се характеризират с модели на взаимоотношения (социални отношения) между индивиди, които споделят определена култура и институции; дадено общество може да се опише като сбор от такива взаимоотношения между съставляващите го членове. В социалните науки, наричани още обществени науки, едно по-широко общество често проявява стратификация или модели на господство в подгрупите.
Доколкото това е вид сътрудничество, едно общество може да даде възможност на своите членове да се възползват по начини, които иначе не биха били възможни на индивидуална основа. Така могат да се разграничат както индивидуалните, така и социалните (общи) ползи и в много случаи се установява, че те се припокриват. Обществото може да се състои и от хора със същите убеждения, управлявани от собствените си норми и ценности в рамките на господстващо, по-широко общество. Това понякога се нарича субкултура.
В по-широк план, и особено в рамките на структуралистичната мисъл, едно общество може да бъде илюстрирано като икономическа, социална, индустриална или културна инфраструктура, съставена от различна колекция от отделни индивиди. В това отношение обществото може да означава обективните взаимоотношения, които хората имат с материалния свят и с други хора. Човешките общества често са организирани според основното си препитание. Социалните учени са установили общества на ловци-събирачи, номадски овчарски общества, градинарски или просто земеобработващи общества, и интензивни земеделски общества (наричани още цивилизации). Според някои, индустриализираните общества и тези след индустриализацията се различават от традиционните земеделски общества.
Обществата също могат да бъдат организирани според политическата си структура: по нарастващ по големина и усложненост ред те са клан, племе, държава.

## Концепции за общество
Според американския социолог Едуард Шилс, за да има общество, трябва да бъдат изпълнени няколко условия:
- Обществото не трябва да е част от по-голяма система;
- Бракове се сключват само между представителите на даденото обединение;
- то се попълва с деца, основно от хора, които вече са признати негови членове;
- Обединението има територия, която смята за своя собствена;
- Обществото има собствено име за себе си и собствена история;
- Има своя система за управление;
- Обединението съществува по-дълго, отколкото средната продължителност на живота на отделния индивид;
- Обединява го обща система от ценности (обичаи, традиции, норми, закони, правила), които наричат култура.

### Информационно общество
Макар че концепцията за информационно общество се дискутира от 30-те години на 20 век, в модерния свят понятието се прилага винаги до маниера, по който информационните технологии влияят на обществото и културата. Следователно то покрива ефектите от компютрите и телекомуникациите в дома, работното място, училищата, правителството и различни общности и организации, както и появата на социални форми на киберпространство. 
Една от основните сфери на интерес за ЕС е Информационното общество. Тук политиката е насочена от една страна в пазарен смисъл към промотиране на отворена и конкурентна дигитална икономика (електронна търговия – англ. e-commerce), в научен аспект – към изследвания в информационните и комуникационни технологии, и в социалната сфера, публичната икономика и политика – в тяхното приложение за подобряване на социалното включване и качеството на живот, и публичните услуги. 

### Социология
Социологът Герхард Ленски разделя обществата на основата на тяхното ниво на технологии, комуникация и икономика:
- Ловци и събирачи
- Прости земеделски общества
- Напреднали земеделски общества
- Индустриални общества и
- Специални общества (например общества на рибари или морски общества)[4]

Това е подобно на по-ранно развита системата от антрополозите Мортън Фрийд и Елман Сървис, които създава система за класификация на обществата във всички човешки култури, оснава на еволюцията на социалното неравенство и ролята на държавата. Тази система на класификация съдържа четири категории:
- Общество на ловците-събирачи (categorization of duties and responsibilities).
- Племенни общества, в които има някои ограничени проявления на социална позиция и престиж
- Стратифицирани структури, водени от племенен вожд.
- Цивилизации с комплекс от социални йерархии и организации, правителство.

### Психология
Психоаналитикът Ерих Фром смята, че не съществува общество принципно, а обществото всъщност е сбор от определени социални структури, които взаимодействат помежду си. Според него във функционирането на дадено общество има два фактора – от една страна е социалния характер с неговото влияние и функция да стабилизира обществото и от друга е човека с неговите потребности, вкоренени в природата му. Ако се попречи на реализацията на тези потребности, те (потребностите) предизвикват такива душевни реакции, които целят връщането на състоянието на нещата към първоначалните стремежи. Тези потребности според Фром са „динамични фактори в историческия процес“ Сред тези потребности са нуждата от любов, щастие, хармония, свобода. В историята на всяко общество идват моменти, в които външните условия се променят и настъпва „фаза на изместването, която често пъти изменя функцията на социалния характер, като от елемент на стабилизирането и социалното „циментиране“ го превръща в елемент на дезинтегрирането и в социален динамит.

### Философия
Според Карл Попър обществата са открити и закрити. Това описание той дава на културно-историческите и политическите системи, характерни за различни общества на различни етапи от тяхното развитие.
Закритото общество е тип общество, което се характеризира със статична социална структура, ограничена мобилност, неспособност за иновации, традиционализъм, догматична авторитарна идеология.
Откритото общество е тип общество, характеризиращо се с динамична социална структура, висока мобилност, способност към иновация, критицизъм, индивидуализъм и демократична плуралистична идеология  (тук на човек се предоставя възможност сам да избира светогледа и нравствените си ценности. Отсъства държавна идеология, а на ниво конституция се поставят принципи като духовна свобода, която човек реално използва. Тоест, той сам се опитва да постигне основните ценности).
Закритото общество е склонно към специалидиране, а откритото към творчество.
В откритото общество всеки участник е отговорен за живота си и се грижи най-вече за себе си, при това в обществото се уважава правото на частната собственост и личното достойнство. В закритото общество „святия дълг“, а именно грижата за другите, а частната собственост е нещо съминтелно или дори престъпно и недостойно.

### Политическа наука
Ключов въпрос за всяко цивилизовано общество е въпроса за неговата организация. Обществата могат да бъдат организирани според политическата си структура. Според увеличаването на размера и сложността на политическото управление обществата се делят на първобитни, племена, вождества и държави. Тези структури могат да бъдат различни според степента на политическата сила, която зависи от културните, географски и исторически отношения, за които се бори. Следователно по-изолирано общество със същото ниво на технлогия и култура като други общества е по-вероятно да оцелее, отколкото общество, което е в непосредствена близост до други, които могат да посегнат на ресурсите му. Общество, което не е способно да предложи ефективен отговор на другите общества, с които се съревновава обикновено би било асимилирано от културата на обществото, с което се съревновава.